# Crystal Lake (Iowa)
Crystal Lake è un comune degli Stati Uniti d'America, situato nello Stato dell'Iowa, nella contea di Hancock.